# Киновселенная Marvel: Шестая фаза
Шестая фаза медиафраншизы «Кинематографическая вселенная Marvel» (КВМ) — серия американских супергеройских фильмов и телесериалов, созданных Marvel Studios и основанных на персонажах Marvel Comics. Шестая фаза включает все проекты Marvel Studios с июля 2025 года по декабрь 2027 года. Walt Disney Studios Motion Pictures выступит дистрибьютором фильмов, а телесериалы будут выходить на стриминг-сервисе Disney+. Шестая фаза начнётся в июле 2025 года с выходом фильма «Фантастическая четвёрка: Первые шаги». Кевин Файги выступит продюсером всех фильмов и исполнительным продюсером всех телесериалов фазы.
В фазу войдут фильмы: «Фантастическая четвёрка: Первые шаги» (июль 2025 года) с Педро Паскалем в роли Рида Ричардса, Ванессой Кирби в роли Сьюзан Шторм, Джозефом Куинном в роли Джонни Шторма и Эбон Мосс-Бакраком в роли Бена Гримма, «Человек-паук: Совершенно новый день» (июль 2026 года) с Томом Холландом, «Мстители: Судный день» (декабрь 2026 года) и «Мстители: Секретные войны» (декабрь 2027 года).

## Разработка
В 2014 году президент Marvel Studios Кевин Файги сказал, что у студии есть чёткое понимание сюжетных линий киновселенной до 2028 года и в результате этого «на повестке дня оказываются проекты, которые полностью отличаются от уже вышедших картин». Во время панели Marvel Studios на San Diego Comic-Con 2019 года Файги анонсировал фильмы и телесериалы Четвёртой фазы КВМ. Он также раскрыл, что ещё несколько фильмов находятся в разработке, в частности, фильм, основанный на Фантастической четвёрке.
В апреле 2020 года из-за пандемии коронавируса Disney и Marvel Studios объявили, что всё расписание Четвёртой фазы сдвигается ровно на один фильм вперёд. В декабре 2020 года было официально заявлено о том, что в разработке находится «Фантастическая четвёрка: Первые шаги».
13 июня 2023 года Disney перенесла выход семи фильмов Marvel.
Также в планах Marvel Studios есть ещё три пока не объявленных фильма, дата выхода которых назначена на 13 февраля и 6 ноября 2026 года.

## Фильмы
| Фильм                                | Дата выхода (США) | Режиссёр(ы)           | Сценарист(ы)                                                                            | Продюсер(ы)                      | Статус       |
| ------------------------------------ | ----------------- | --------------------- | --------------------------------------------------------------------------------------- | -------------------------------- | ------------ |
| Фантастическая четвёрка: Первые шаги | 25 июля 2025      | Мэтт Шекман           | Джефф Каплан & Йен Спрингер, Джош Фридман, Кэмерон Сквайрс, Эрик Пирсон и Питер Камерон | Кевин Файги                      | Выпущен      |
| Человек-паук: Совершенно новый день  | 31 июля 2026      | Дестин Дэниел Креттон | Крис Маккенна & Эрик Соммерс                                                            | Кевин Файги и Эми Паскаль        | Съёмки       |
| Мстители: Судный день                | 18 декабря 2026   | Энтони и Джо Руссо    | Майкл Уолдрон и Стивен Макфили                                                          | Кевин Файги и Энтони и Джо Руссо | Съёмки       |
| Мстители: Секретные войны            | 17 декабря 2027   | Энтони и Джо Руссо    | Майкл Уолдрон; Кристофер Маркус и Стивен Макфили                                        | Кевин Файги и Энтони и Джо Руссо | В разработке |

### «Фантастическая четвёрка: Первые шаги» (2025)
В июле 2019 года на Комик-коне в Сан-Диего Кевин Файги заявил, что Фантастическая четвёрка присоединится к киновселенной в одном из будущих проектов. В декабре 2020 года Файги объявил, что режиссёром фильма будет Джон Уоттс. Однако в апреле 2022 года Уоттс заявил, что покинул пост, чтобы взять перерыв от создания супергеройских фильмов. В конце августа Мэтт Шекман вступил в переговоры со студией о получении должности режиссёра, а на D23 Expo в сентябре Файги подтвердил, что он её получил. Позднее в том же месяце Джефф Каплан и Йен Спрингер были наняты в качестве сценаристов. Съёмки должны начаться в 2023 году. Премьера фильма «Фантастическая четвёрка: Первые шаги» состоится 2 мая 2025 года.

### «Человек-паук: Совершенно новый день» (2026)
В июле 2019 года четвёртый фильм о Человеке-пауке в рамках КВМ находился в разработке вместе с лентой «Человек-паук: Нет пути домой» (2021). В ноябре 2021 года продюсер Эми Паскаль заявила, что Sony и Marvel планируют снять ещё три фильма о Человеке-пауке с Томом Холландом в роли Питера Паркера, и разработка первой ленты скоро начнётся, что было подтверждено в декабре.

### «Мстители: Судный день» (2026)
В июле 2022 года на Комик-коне в Сан-Диего Кевин Файги заявил о разработке ленты «Мстители: Династия Канга», первого фильма о команде после «Финала» 2019 года. В декабре 2023 года у фильма убрали подзаголовок, и до конца июля 2024 года он значился как «Мстители 5», пока не получил новый подзаголовок «Судный день». Лента выйдет в прокат в США 18 декабря 2026 года. Роберт Дауни-младший вернётся в КВМ в роли Доктора Дума.

### «Мстители: Секретные войны» (2027)
В июле 2022 года на Комик-коне в Сан-Диего Кевин Файги заявил, что кульминацией Шестой фазы КВМ и всей Саги Мультивселенной, начавшейся в проектах Четвёртой фазы, станет фильм «Мстители: Секретные войны», премьера которого в США состоится 17 декабря 2027 года.

## Телесериалы
Все сериалы Шестой фазы выйдут на стриминг-сервисе Disney+.
| Сериал                             | Сезон | Эпизоды | Премьерный показ | Премьерный показ | Шоураннер        | Режиссёр(ы)                                                                   | Статус        |
| Сериал                             | Сезон | Эпизоды | Премьера сезона  | Финал сезона     | Шоураннер        | Режиссёр(ы)                                                                   | Статус        |
| ---------------------------------- | ----- | ------- | ---------------- | ---------------- | ---------------- | ----------------------------------------------------------------------------- | ------------- |
| Очи Ваканды                        | 1     | 4       | 1 августа 2025   | 1 августа 2025   | Тодд Харрис      | Тодд Харри и Джон Фэнг                                                        | Выпущен       |
| Зомби Marvel                       | 1     | 4       | 4                | 24 сентября 2025 | Брайан Эндрюс    | Брайан Эндрюс                                                                 | Производство  |
| Чудо-человек                       | 1     | 8       | Декабрь 2025     | TBA              | Эндрю Гест       | Дестин Дэниел Креттон, Стелла Меги, Джеймс Понсольдт и Тиффани Джонсон        | Пост-продакшн |
| Сорвиголова: Рождённый заново      | 2     | 8       | Март 2026        | TBA              | Дарио Скардапейн | Джастин Бенсон и Аарон Мурхед, Солван Наим, Иэн Б. МакДональд и Анджела Барнс | Пост-продакшн |
| Квест Вижна                        | 1     | 8       | 2026             | TBA              | Терри Маталас    | Терри Маталас, Кристофер Дж. Бирн, Винченцо Натали и Ганджа Монтейру          | Пост-продакшн |
| Ваш дружелюбный сосед Человек-паук | 2     | TBA     | 2026             | TBA              | Джефф Траммел    | TBA                                                                           | Производство  |

### «Очи Ваканды» (2025)
История воинов Ваканды, которые на протяжении всей истории путешествовали по миру в поисках опасных артефактов из вибраниума.
В феврале 2021 года стало известно, что режиссёр и сценарист двух фильмов о Чёрной пантере, Райан Куглер, займётся созданием драматического телесериала о Ваканде с помощью своей компании Proximity Media. В мае 2021 года Данай Гурира подписала соглашение о возвращении к роли Окойе в новом проекте, который станет для персонажа спин-оффом и историей происхождения.
Премьера мини-сериала «Очи Ваканды» состоится 1 августа 2025 года на стриминговом сервисе Disney+.

### «Зомби Marvel» (2025)
В продолжении событий эпизода «Что, если… зомби?!» мультсериала «Что, если…?», группа выживших должна сразиться с бывшими героями и злодеями, которые теперь превратились в зомби. Брайан Эндрюс[англ.] вернётся к режиссуре из проекта «Что, если…?», а Зеб Уэллс[англ.] выступит главным сценаристом и исполнительным продюсером. Действие мультсериала развернётся в реальности, впервые представленной в пятом эпизоде проекта «Что, если…?», «Что, если… зомби?!», однако «Зомби Marvel» «рассмотрит эту вселенную с другой точки зрения». Брэд Уиндербаум выступает одним из исполнительных продюсеров.
Премьера мини-сериала «Зомби Marvel» состоится 24 сентября 2025 года на стриминговом сервисе Disney+ и будет состоять из четырёх эпизодов.

### «Чудо-человек» (2025)
В декабре 2021 года Дестин Дэниел Креттон заключил с Marvel Studios многолетний договор о разработке проектов для стримингового сервиса Disney+, причём на тот момент в работе уже находился комедийный сериал. Креттон будет создавать сериал посредством своей продюсерской компании Family Owned. Кроме того, Креттон должен вернуться как сценарист и режиссёр продолжения фильма Кинематографической вселенной Marvel (КВМ) «Шан-Чи и легенда десяти колец» (2021). В июне 2022 года стало известно, что сериал будет называться «Чудо-человек», сюжет сосредоточится на Саймоне Уильямсе / Чудо-человеке, а Эндрю Гест присоединится к проекту как соавтор идеи и главный сценарист; ранее он работал продюсером-консультантом для сериала «Соколиный глаз». В октябре Яхья Абдул-Матин II был утверждён на роль Саймона Уильямса / Чудо-человека.
Премьера сериала «Чудо-человек» состоится в декабре 2025 года на Disney+.

### «Сорвиголова: Рождённый заново» (сезон 2, 2026)
Первый сезон «Сорвиголова: Рождённый заново» выйдет в марте-апреле 2025 года. Второй сезон был подтверждён в августе 2024 года. Он также будет состоять из девяти эпизодов. Дарио Скардапейн вернулся в качестве шоураннера, а Джастин Бенсон и Аарон Мурхед — в качестве режиссёров. Съёмки будут проходить с конца февраля по июль 2025 года. Премьера сезона запланирована на начало-середину 2026 года.

### «Квест Вижна» (2026)
28 октября 2022 года Deadline сообщил, что дополнительный сериал «Квест Вижна», посвящённый Белому Вижну, находится на стадии подготовки к производству в Marvel Studios. Сериал под названием «Квест Вижена» будет существовать в дополнение к ранее анонсированному спин-оффу «Это всё Агата».
Премьера сериала ««Квест Вижна» состоится в 2026 году на стриминговом сервисе Disney+.

## Телевизионные спецвыпуски
| Выпуск                           | Дата премьеры | Режиссёр              | Сценарист(-ы)                        |
| -------------------------------- | ------------- | --------------------- | ------------------------------------ |
| Безымянный спецвыпуск о Карателе | 2026          | Рейнальдо Маркус Грин | Рейнальдо Маркус Грин и Джон Бернтал |